# Carlos Peralta Santana
Carlos Peralta Santana (La Serena, 1899–Santiago, 1932) fue un ajedrecista y profesor chileno. Paralelo a su labor como educador, fue el Primer campeón del Campeonato de Chile de ajedrez en 1920 y participó, con disimiles resultados, en las ediciones subsiguientes del torneo hasta poco antes de su fallecimiento.